# Jewish Currents
Jewish Currents es una revista trimestral y un sitio de noticias judías progresistas y seculares cuyo contenido refleja la política de la izquierda judía. Presenta periodismo independiente, noticias de última hora, comentarios políticos, análisis y un enfoque «contracultural» de las artes y la literatura judías.

## Historial de publicación
La revista fue publicada por primera vez en 1946 por la Asociación Morgen Freiheit con el nombre de Jewish Life y estaba asociada con el Partido Comunista de los Estados Unidos. En 1956 rompió con el Partido y tomó su nombre actual. De 1946 a 2000, fue editado por Morris U. Schappes. Después de la jubilación de Schappes en 2000, el editor emérito Lawrence Bush hizo crecer y sostuvo la revista durante casi dos décadas, escribiendo columnas como «Religión y escepticismo», enfrentándose en broma a muchas manifestaciones de la «espiritualidad» de la cultura estadounidense contemporánea. Otras columnas regulares bajo el mandato de Bush incluyeron «Mujeres judías ahora», «Sucedió en Israel», «Dentro de la comunidad judía», «Nuestra herencia judía secular», «Alrededor del mundo» y «Mameloshn: poesía yiddish». Desde marzo-abril de 2005 hasta la edición de marzo-abril de 2009, Jewish Currents se distribuyó a todos los miembros del Workmen's Circle como beneficio de la membresía.
En 2018, la revista ganó un nuevo equipo editorial compuesto en su totalidad por judíos milenarios. Concentrándose en noticias de última hora, análisis, cultura, arte y más, la revista está dirigida a los judíos progresistas y a ser la voz de esa comunidad en la izquierda estadounidense en general. El relanzamiento de Jewish Currents en 2018 dio como resultado el rápido crecimiento de la revista y su comunidad en los EE. UU. e internacionalmente. Bernie Sanders escribió un ensayo para la revista renovada sobre su relación con el judaísmo. Junto con una reseña de un libro de Judith Butler, la revista llamó la atención con artículos de estas personas de alto perfil.

## Lectura adicional
- Goldberg, Emma (30 de diciembre de 2022). «She’s Building a Little Jewish Magazine on Big Ideas». The New York Times (en inglés). ISSN 0362-4331.